# 과수원 세레나데
《과수원 세레나데》(Kilmeny of the Orchard)는 루시 모드 몽고메리의 소설이다.

## 등장인물
- 킬미니 고든
- 에릭 마샬
- 닐 고든
- 토머스 고든
- 자넷 고든
- 데이비드 베이커
- 래리
- 아그네스
- 로버트
- 윌리엄슨 부인